# Dubočica (rivière)
Pour les articles homonymes, voir Dubočica.
La Dubočica (en serbe cyrillique : Дубочица) est une rivière de Serbie. Elle est un affluent gauche de l'Ibar et fait partie du bassin versant de la mer Noire.
La Dubočica coule dans la municipalité de Kraljevo.